# Parma
|  | Aquest article tracta sobre la ciutat italiana. Vegeu-ne altres significats a «Parma (desambiguació)». |

Parma (en emilià-romanyol Pärma) és una ciutat d'Itàlia a la regió d'Emília-Romanya, província de Parma. Té una població aproximada de 180.000 habitants. El municipi té una superfície de 260 km².

## Història
Parma fou una ciutat de la Gàl·lia Cispadana, a la via Emília a la vora d'un rierol anomenat també Parma. És possible que fos un llogaret dels gals, però no va tenir importància fins a l'establiment de la colònia romana el 183 aC. És esmentada el 176 aC com a quarter general del procònsol C. Claudius. Fou una ciutat pròspera i important, però molt poc esmentada quant a esdeveniments històrics.
Al període de les guerres civils va prendre part a favor del partit senatorial contra Marc Antoni i aquest la va ocupar i saquejar (43 aC). Sota August va rebre un nou cos de colons i és esmentada a les inscripcions com Colonia Julia Augusta. Va romandre ciutat important durant l'imperi. El 377 la població s'havia reduït i Gracià hi va establir una colònia de gots. El 451 fou saquejada per Àtila.
Va passar a Odoacre i als ostrogots i fou destruïda per Tòtila durant la guerra Gòtica. Vers el 540 va passar als romans d'Orient i inclosa a l'exarcat de Ravenna sota el nom de Crisòpolis (Chrysopolis, ciutat daurada) fins que el 569 va caure en mans dels llombards. Des del 774 fou possessió dels francs i administrada per un comte, i fou inclosa en el Regne d'Itàlia el segle ix. El poder comtal va passar als bisbes nominals feudataris del Sacre Imperi a partir del 1115 i després del 1140 es va començar a afermar el poder de la comuna, a la qual el bisbe ja havia confiat alguns poders el 1106. El 1167 va ingressar a la Lliga Llombarda.
Després de la pau de Constança del 1183, hi va haver guerres amb les veïnes comunes de Reggio, Piacenza i Cremona, amb les quals es disputava el control de la via comercial pel riu Po. Ciutat normalment gibel·lina, el juny de 1247 es van imposar els güelfs encapçalats per la família Rossi. Les forces de Frederic II la van assetjar, però foren derrotats en la batalla de Parma el 18 de febrer de 1248.
Al segle xiii els caps familiars van ostentar poders senyorials sota el càrrec de podestà o de capità. El 1344 Azzo de Correggio, va vendre la ciutat a Obizzo III d'Este, senyor de Mòdena, que la va revendre el 1346 a Lluc Visconti, senyor de Milà.
L'estat milanès la va conservar fins al 1511, però sota la família Terzi es va fer independent breument (1404-1409); els Sforza la van recuperar per al Milanesat (1440-1449) a través de les famílies feudals dels Pallavicini, Rossi, Landi, Sanvitale i Correggio que van senyorejar diversos feus i castells que quasi foren estats independents (com el Landi a la vall del Taro, el Pallavicini a Busseto i Solignano, o els Rossi a San Secondo). Al Congrés de Màntua de 1511 es va acordar restituir el Milanesat als Visconti, en segregar Parma i Piacenza que van passar al papa, que en va prendre possessió el 1512.
El Papa Pau III (Alexandre Farnese) va erigir Parma i Plasència en ducat pel seu fill natural Pere Lluís Farnese. La dinastia dels Farnese va conservar el ducat fins al 1731 a la mort d'Antoni Farnese (1679-1731, governà del 1727 al 1731), el del darrer mascle de la nissaga. Els senyors feudals progressivament van perdre poder; el 1588 foren eliminats els Pallavicini; el 1612 Bàrbar Sanseverino fou executat amb sis altres nobles acusats de conspirar contra el duc, i el 1682 foren derrotats els Landi.
Vegeu Ducat de Parma
El ducat va passar a la casa de Borbó. El 1802 va caure en poder de França i va rebre el nom de Parme i esdevenir capital del departament del Taro. El 1808 Plasència fou erigida en ducat per Charles-François Lebrun, duc de Plaisance. La restauració va arribar el 1814 i el 1815 el Congrés de Viena en va establir les directrius. Maria Lluïsa el va governar fins a la seva mort el 1847 quan, tal com s'havia establert, va passar altre cop als borbons. La dinastia fou deposada el 15 de setembre de 1859 i el 1860 es va proclamar la unió al Regne de Sardenya.
A començaments del segle xx Parma era coneguda pel seu fort moviment obrer i revolucionari -arrelat especialment a la part de la ciutat a l'esquerra del riu Parma, la zona coneguda com a Oltretorrente. L'any 1922 3.000 camises negres, milicians feixistes comandats per Italo Balbo, van intentar conquerir Parma; les nombroses barricades i la resistència de l'Oltretorrente i dels barris del nord els ho van impedir. Un cop arribat el feixisme al poder, les campanyes urbanístiques per sanejar l'Oltretorrente van cercar de desactivar el moviment obrer local.
A la Segona Guerra Mundial els aliats van entrar a Parma el 25 d'abril de 1945.

## Llocs d'interès

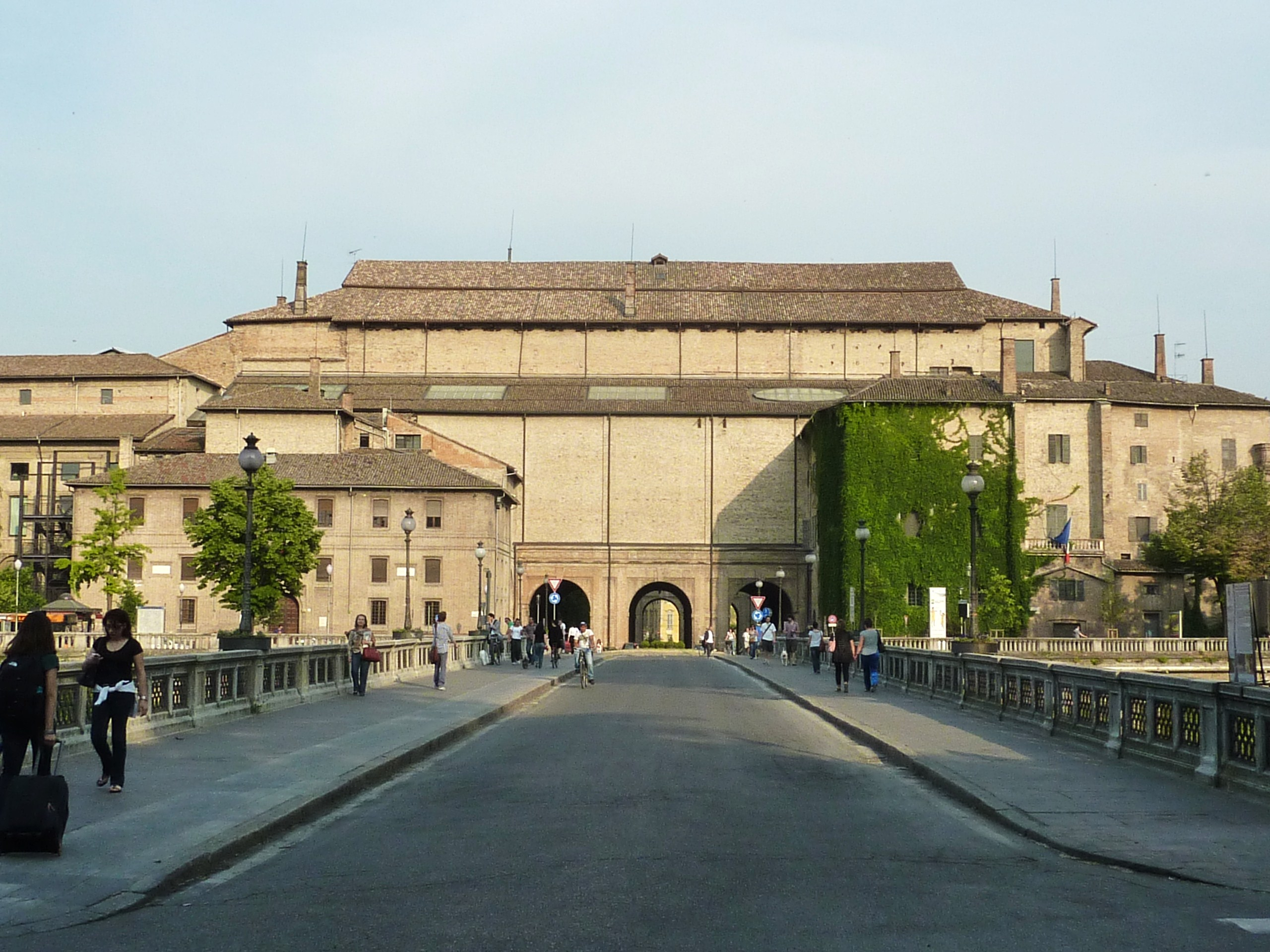
Vista del Palazzo della Pilotta

Entre els llocs d'interès de Parma hi ha especialment el Palazzo della Pilotta (1583), centre històric i cultural de la ciutat, alberga l'Acadèmia de Belles Arts amb obres d'artistes de l'escola de Parma, la Biblioteca Palatina, la Galeria Nacional, el Museu Arqueològic, el Museu Bodoni i el Teatre Farnese, obra de Giovan Battista Aleotti.
El Palazzo Ducale, erigit a partir de 1561 per al duc Ottavio Farnese sobre un disseny de Jacopo Vignola, construït sobre la zona del que prèviament era un castell dels Sforza, va ser ampliat en els segles xvii i xviii; inclou el Palazzo Eucherio Sanvitale, amb interessants decoracions que daten del segle xvi atribuïdes a Gianfrancesco d'Agrate i un fresc de Parmigianino; annex hi ha el Parco Ducale, obra també de Vignola, va ser transformat en un jardí a l'estil francès el 1749.
També són notables el Palazzo del Comune, construït el 1627, el Palazzo del Governatore, que data del segle xiii, el Palau del Bisbe (1055), la Cittadella, gran fortalesa construïda al segle xvi per ordre del duc Alessandro Farnese, en el marc de les històriques muralles de Parma, amb finalitats defensives i com a símbol del poder ducal i l'Ospedale Vecchio, creat el 1250 i més tard renovat a l'època del Renaixement, avui arxiu i biblioteca. Entre els monuments religiosos cal destacar la basílica de Santa Maria de Steccata, construïda el 1521, per albergar la imatge de la Santa venerada pels parmesans i la interessant Cattedrale di Santa Maria Assunta.

## Comtes de Parma
- Suppone I 807-835
- Adalgis I 835- ?
- Suppone II vers 850
- Adalgis II 882-911
- Adalbert 911- ?
- Radald vers 925
- Manfred 931-967
- Bernard 967- ?
- Guiu vers 990
- Bernat 998-1037
- Bonifaci de Toscana 1037-1051
- Arduí 1051-1073
- Ubert I 1073-1095
- Ubert II 1095
- Albert Giberti 1095-1101
- Gibert Giberti 1101-1111
- Matilde de Canossa o de Toscana 1111-1115
- Bisbes, i progressivament la comuna 1115-1303 (la comuna adquireix poder a partir del 1140)

## Senyors de Parma
- Gibert da Correggio 1303-1311
- Guiu Cocconato gener a abril de 1311
- Franceschino Malaspina abril a setembre de 1311
- Falcone Enrici 1311
- Gibert da Correggio 1303-1311
- Giberto (segona vegada) 1311-1316
- Gianquirico San Vitale 1316-1322
- Marsilio Rossi 1322-1326
- Passerino Torriani 1326-1328
- Roland Rossi 1328-1329
- Marsilio Rossi (segona vegada) 1329-1331
- Castellino Beccaria 1331-1333
- Mateu da Sommo 1333-1335
- Albert della Scala 1335-1341
- Azzo da Correggio 1341-1344
- Obizzo III d'Este (senyor de Ferrara 1344-1352) 1344-1346
- A Milà 1346-1512 (fou República independent 1404-1409)
- Al Papa 1512-1545

## Ducs de Parma

### Dinastia dels Farnese
- Pere Lluís I de Parma (1545 1547).
- Octavi I de Parma (1547 - 1586).
- Alexandre I de Parma (1586 - 1592).
- Ranuccio I de Parma (1592 - 1622)
- Odoardo I de Parma (1622 - 1646)
- Ranuccio II de Parma (1646 - 1694).
- Francesc I de Parma (1694 - 1727).
- Antoni I de Parma (1727 - 1731).

### Dinastia dels Borbó-Parma
- Carles I de Parma (1731 - 1735).

### Dinastia dels Ausburg
- Carles II de Parma (1735 - 1740).
- Maria Teresa I d'Àustria (1740 - 1748).

### Dinastia dels Borbó-Parma
- Felip I de Parma (1748 - 1765).
- Ferran I de Parma (1765 - 1802).
- Lluís I d'Etrúria (1802 - 1803).

### Governs napoleònics
- Jean-Jacques de Cambacérès, duc de Parma. (1808 - 1814).
- Charles-François Lebrun, duc de Piacenza. (1808 - 1814).

### Dinastia dels Habsburg
- Maria Lluïsa I de Parma (1814 - 1847).

### Dinastia dels Borbó-Parma
- Carles II de Parma o Carles Lluís (1847 - 1848).
- Carles III de Parma (1848 - 1854).
- Robert I de Parma (1854 - 1907), deposat 1859.
- Al Regne de Sardenya 1859, després Regne d'Itàlia.

### Aspirants
- Enric de Parma (1907 - 1939).
- Josep de Parma (1939 - 1950).
- Elies de Parma (1950 - 1959).
- Robert de Parma (1959 - 1974).
- Xavier de Parma (1974 - 1977).
- Carles Hug de Parma (1977).

## Persones il·lustres
Categoria principal: parmesans
- Francesco Mazzola, 'Il Parmigianino', pintor
- Sisto Badalocchio (c. 1581 o 1585 - c. 1647), pintor
- Michelangelo Anselmi, «lo Scalabrino» (Lucca, 1492 – Parma, 1556), pintor de l'escola de Parma.
- Antonio da Correggio, Antonio Allegri, (Correggio, 1489 – 1534), pintor de l'escola de Parma.
- Giambattista Bodoni (Saluzzo, 1740 - Parma, 1813), gravador, impressor, editor i tipògraf.
- Giuseppe Verdi (Roncole, 1813 - Milà, 1901), compositor d'òpera.
- Arturo Toscanini (1867 - 1957), director d'orquestra.
- Bernardo Bertolucci (Parma, 1941), guionista i director de cinema.
- Francesca Riccardi (1788-..?), soprano.
- Constantino Dall'Argine (1844-1877) compositor.
- Cosino Mariotti (1827-1876) crític musical i compositor
- Primo Bandini (compositor) (1857-1929), compositor i directord'orquestra